# Нагрудный знак «За отличную стрельбу из винтовок»
Знак «За отличную стрельбу из винтовок» (другое распространённое название знака — «За отличную стрельбу из винтовки») — один из наиболее массовых нагрудных знаков Российской Империи, Высочайше утверждённый императором Александром II, как награда по военной и морской службе, жалуемый нижним чинам «в поощрение отличных стрелков всех частей пехоты и кавалерии и для наружного их отличия».

## История создания
История знака началась с Высочайшего именного указа императора Александра II от 10 мая (22 мая) 1879 года, объявленного в приказе по военному ведомству — «Об установлении особого металлического знака для ношения на правой стороне груди в поощрение отличных стрелков всех частей пехоты и кавалерии и для наружного их отличия». До 1909 года имел одну степень. Изготавливался из бронзы и представлял из себя круглый диск с рельефными кругами в виде мишени, с надписью по окружности «За отличную стрельбу» и двумя скрещёнными винтовками, наложенными на мишень. На оборотной стороне знака имелись четыре антабки для крепления к одежде, чуть позже их стало две. Высочайшим повелением Николая II от 6 августа (19 августа) 1909 года были введены три степени этого знака.

## Описание знака
Описание знака изложено в наставлениях для стрельбы из винтовок, карабинов и револьверов: 

Знак за отличную стрельбу нижних чинов имеет три степени: 

а) Первая (высшая) степень состоит из вензелового изображения Имени ГОСУДАРЯ ИМПЕРАТОРА, с Императорской Короной наверху, окружённого лентой с выпуклой надписью: за отличную стрельбу, двух перекрещённых винтовок и изображение, круглой мишени внизу. Вензеловое изображение, корона, ленты и мишень — жёлтого металла; винтовки — воронёные; 

б) Вторая степень состоит из кружка жёлтого металла по размерам в 20 раз меньше круглой мишени, с двумя перекрещёнными на поверхности его винтовками и с круглой выпуклой надписью того же цвета: за отличную стрельбу; 

в) Третья степень (младшая) состоит из такого же кружка, но только белого металла, и с такой же надписью, как у второй степени.
— Наставление для стрельбы из винтовок, карабинов и револьверов от 22 апреля 1914 года.

## Кому вручались
Знаком награждались нижние чины — победители соревнований по стрельбе («лучшие по стрельбе»),  проводимых в полку (войсковой части), удостоенные звания отличного стрелка. Ставший отличным стрелком на состязаниях в первый раз награждался знаком «За отличную стрельбу» 3-й степени, во второй раз — знаком второй степени, в третий раз — знаком 1-й степени. Такое правило касалось пехотных и пеших казачьих частей. Отличные стрелки кавалерийских и конных казачьих частей, а также частей железнодорожных, инженерных, обозных, флотилий военного ведомства получали знаки 3-й, 2-й и 1-й степеней со 2-го, 3-го и 4-го раза соответственно. При невыполнении в дальнейшем нормативов, установленных для отличных стрелков, награждённые знаком не лишались его впоследствии. Право ношения высшей из полученных степеней знака сохранялось и при производстве награждённого в офицеры. В этом случае награждённый должен был носить соответствующий знак, уменьшенный на одну треть, на левой стороне груди.

## Порядок ношения
Знак положено было носить на правой стороне груди. Каждая степень знака присуждалась только один раз. Если солдат был награждён знаками двух или трёх степеней, он обязан был носить все эти знаки — один над другим, при этом знаки соединялись друг с другом трехзвенными цепочками (между прикладами верхних и дульными срезами стволов нижних винтовок . О награждении знаком объявлялось приказом по части. В послужной список военнослужащего вносили соответствующую запись. Список отличных стрелков вывешивали в помещении роты на год — до следующих состязаний.

## Параметры знака
- Количество — неизвестно. Знак «За отличную стрельбу из винтовок» был одним из самых массовых знаков в Российской Империи. В силу этого невозможно даже приблизительно назвать количество изготовленных знаков.
- Изготовитель — знаки изготавливались большим количеством фабрик и мастерских, точное число и наименования которых установить невозможно. Знаки заказывались, как правило, по месту дислокации войсковых частей.
- Разновидностей знаков огромное количество и в силу массовости знака и большого количества изготовителей они отличались друг от друга[15]: 
  - линейные размеры знака были плавающими: от 33 до 37 мм по ширине и от 48 до 52 мм по высоте;
  - способ изготовления — ковка, цельная штамповка, накладные штампованные элементы;
  - крепление — раскрывающиеся лапки (первые партии в 1879 году). Затем крепления были самыми разнообразными: винтовые, булавки с застёжками, двойные скобы;
  - знаки отличались видом мишени, вариантами винтовок (на более ранних вариантах изображалась винтовка системы Бердана, на более поздних — винтовка Мосина), наличием или отсутствием клейм изготовителей.
- К знаку прилагалось свидетельство о выдаче и праве ношения знака с подписью командира полка и полкового адъютанта[16].

## Галерея

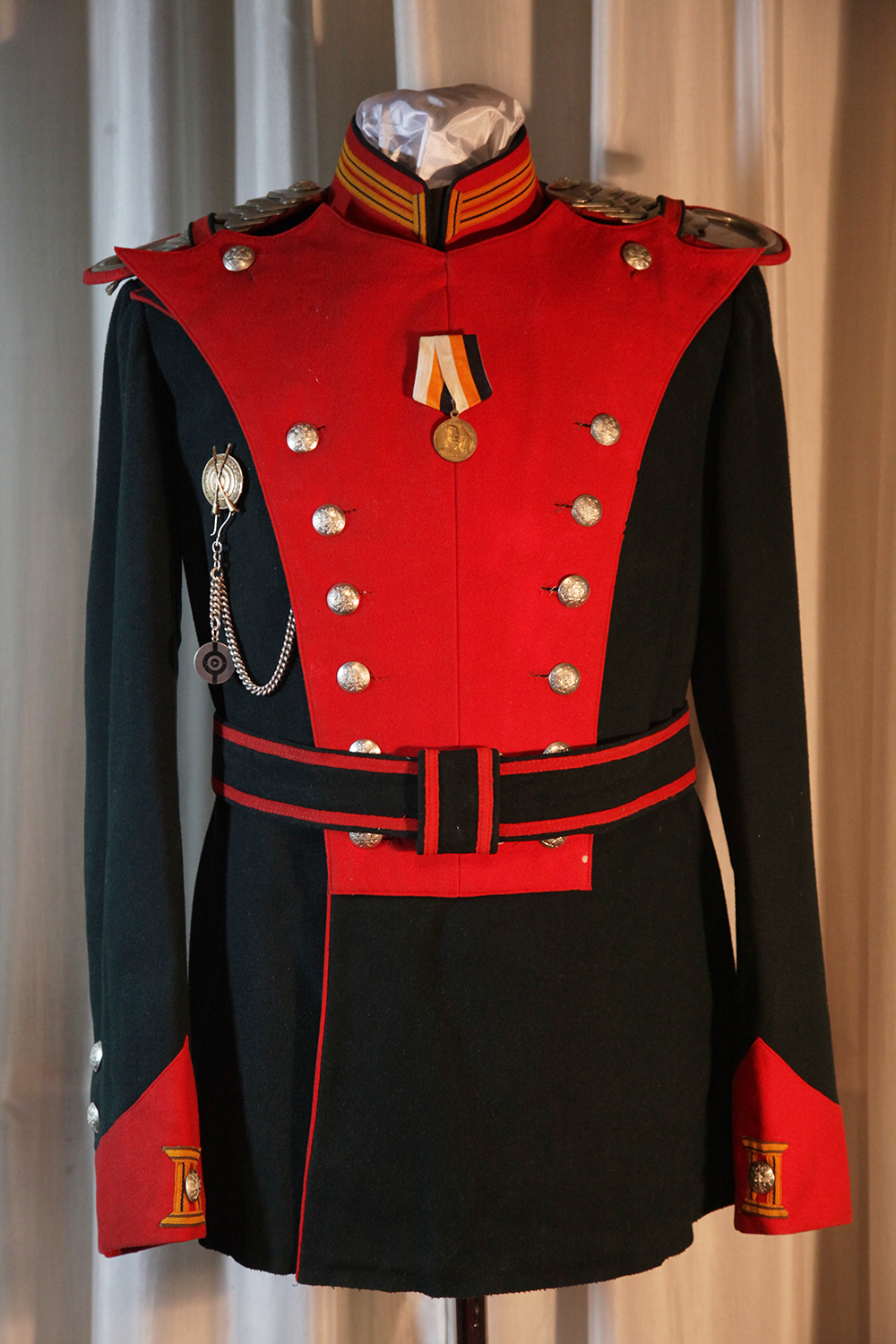
Парадный мундир лейб-драгуна Лейб-гвардии драгунского полка с медалью «В память 300-летия царствования дома Романовых» и знаком «За отличную стрельбу из винтовок», 1908 — 1917 годов.
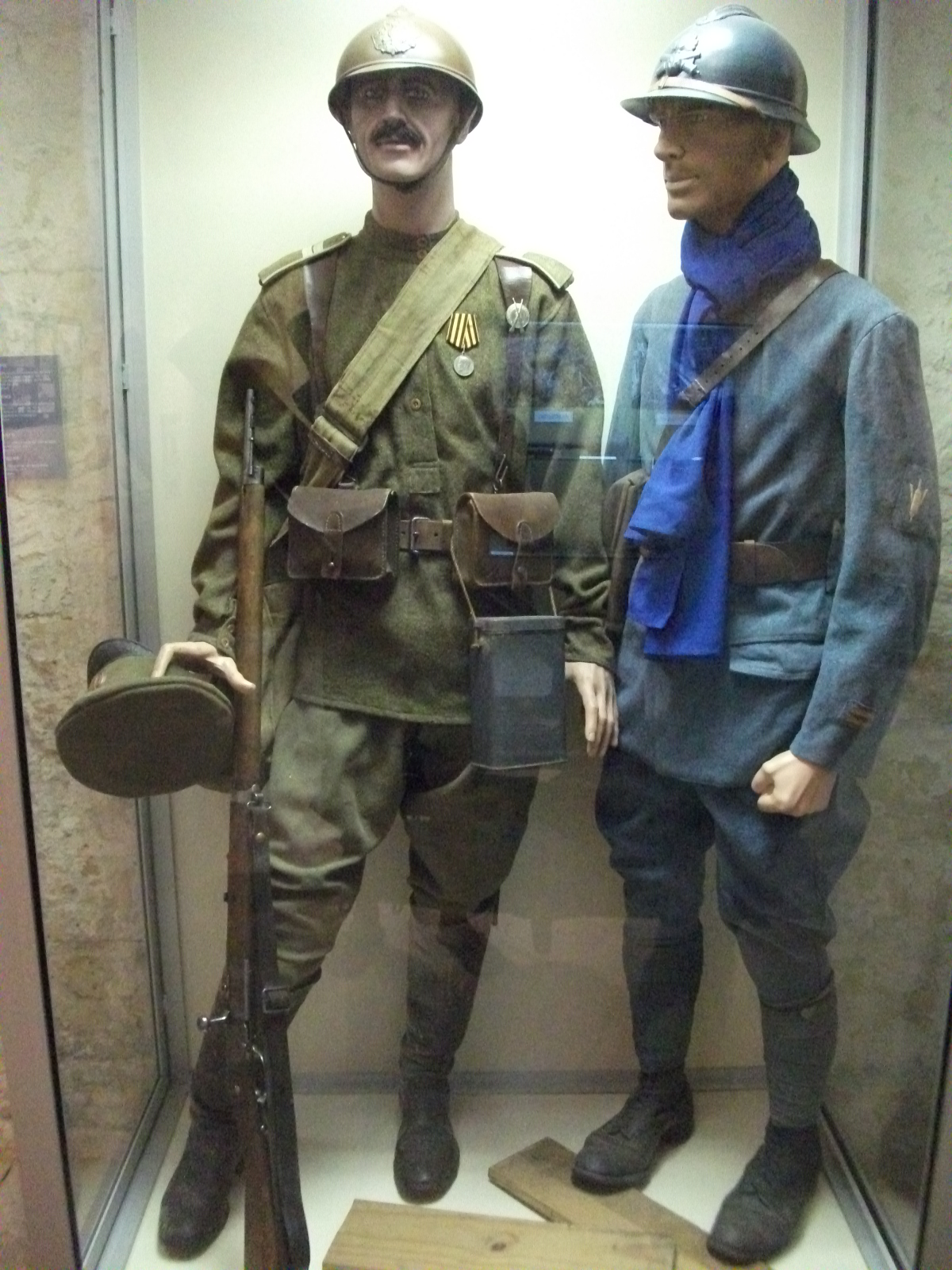
Форма обмундирования и  снаряжение военнослужащих: унтер-офицера РИА (фуражка, гимнастёрка с «Егорием», шаровары и так далее, знак «За отличную стрельбу из винтовок» на ремне снаряжения) и французского артиллерийского лейтенанта (шарф и так далее), Первая мировая война, музей, Франция.

## Комментарии
1. ↑  Разница в написании слова «винтовка» непринципиальна. И в официальных документах (наставлениях по стрельбе), и в литературе встречаются оба варианта.
2. ↑  Стиль и пунктуация цитируемого документе сохранены, орфография приведена к современной.